# (29373) Hamanowa
(29373) Hamanowa est un astéroïde de la ceinture principale.

## Description
(29373) Hamanowa est un astéroïde de la ceinture principale. Il fut découvert le 14 avril 1996 à Nanyo par Tomimaru Okuni. Il présente une orbite caractérisée par un demi-grand axe de 2,37 UA, une excentricité de 0,06 et une inclinaison de 5,0° par rapport à l'écliptique.

## Compléments